# 白沙的Aquatope
《白沙的Aquatope》是P.A.WORKS制作的日本原創電視動畫，於2021年7月8日至12月16日播放，共24集。故事的主題涉及職場、夢想、人際關係，講述被所屬偶像團體辭退的前偶像宮澤風花抵達沖繩縣後，與包含當地水族館館長孫女海咲野空空琉在內的眾人在水族館工作的經歷。

## 故事簡介

### 1-12話
GAMAGAMA水族館是沖繩南城市當地自1973年成立迄今的小型水族館，作為現任館長的孫女兼暑期代理館長的18歲女高中生「海咲野空空琉」，遇到了在東京放棄夢想而回故鄉，卻因火車站的海報而前往沖繩的前偶像「宮澤風花」。空空琉與風花準備開始在水族館的新生活，但她們的這一重要居所卻因為資金不足、設備老舊、鄰近地區準備成立新水族館的營業競爭而面臨閉館的危機。為了拯救瀕臨閉館的水族館，空空琉在這個夏天號招親友和水族館員工合作展開拯救水族館的最終作戰計劃，一行人的心態和價值觀也在和水族館相關人士互動的過程中產生了變化。
另一方面，空空琉的祖父兼現任館長為了完成GAMAGAMA水族館的交接任務，開始和籌備中的「銀河水族館」館方商談接收館內生物和安排員工去處的事宜，風花則因為接獲參與電影拍攝的邀約陷入迷茫。原先反對閉館的空空琉經過颱風天和館方員工留守停電水族館的事件，體認能力有限和正視水族館閉館的事實。最終空空琉等人主持GAMAGAMA水族館最終營業日獲得遊客們的熱烈迴響，在閉館惜別會表達各自的志向，水族館的員工經由空空琉的祖父和「銀河水族館」館長星野晃的安排，調至「銀河水族館」任職，風花也在GAMAGAMA水族館閉館後決定暫別空空琉等人返回故鄉。

### 13-24話
高中畢業後，空空琉和青梅竹馬仲村櫂進入沖繩中部的銀河水族館任職，和過往協助GAMAGAMA水族館工作的夥伴們再會，不但要適應和過往截然不同的團隊工作性質與職場文化互動，還得應對部份來自銀河水族館工作人員的偏見，伴隨著風花的歸來和銀河水族館經歷的各種事件，空空琉等人逐漸和銀河水族館的工作夥伴們理解各自的經歷與價值觀，成為友好關係。空空琉被館方提拔為次年成立的新區負責者；風花則在偶像時期後輩城居瑠香前來銀河水族館主持節目期間，表達已經放下偶像夢想的心聲，給予留在演藝圈的瑠香啟示。
空空琉為了籌備水族館和婚禮策劃公司的合作計畫而陷入低潮，曠職前往離島期間協助大學副教授兼熟識具殿岬研究海龜的相關事務，和趕來會合的風花獲得具殿岬的啟示與理解生態危機，返回工作崗位完成各自的任務，適逢櫂因為父親病倒而向館方申請留職停薪和久高夏凜申請調動部門，造成水族館內人事異動。隨著館長星野晃發佈「水生生境研究計劃」，風花和部份館員申請前往夏威夷當地的瓦伊哈納水族館進行為期兩年的研習，空空琉則因為得知副館長諏訪哲司的過往和理念，決定留在營業部實踐愛護生物的理想，表態支持風花出國研習。
銀河水族館經歷GAMAGAMA水族館舊客在館內新場地「白沙巨蛋」舉辦婚禮和新區域開放後，館方相關人員跟著踏進全新的階段，風花和飼育部人員島袋薰如願前往夏威夷進行海外研修，空空琉則留在營業部實踐自己的理念。兩年後（2025），銀河水族館成立新區「水生生境研究區」，迎接研習歸國的風花和薰，被指派為「水生生境研究區」負責人的空空琉和風花重逢，兩人道出各自的願景和思緒，迎向全新的未來。

## 登場人物

### 主要角色
海咲野空空琉（聲：伊藤美來）
本作女主角之一。高中生，生於2003年7月7日。在沖繩一間小水族館「GAMAGAMA水族館」擔任暑期代理館長。有一个死产的双胞胎姐姐，幼年時父母雙亡，被祖父母收養照顧。性格直率開朗，比任何人都要更重視水族館的事情，並且只要一提及有關生物的話題就會如專業人士般變得語氣嚴肅。但由於經常需要處理水族館的事務，導致她經常缺席學校課程和需要補修學業。擅長攝影和製作手工貼紙，不熟悉同齡人的流行和時尚的事情，同時對自己被仲村櫂留意毫無知覺。
為了讓瀕臨閉館的GAMAGAMA水族館恢復原貌而努力，在這個夏天展開拯救水族館的最終決戰，在暑假期間偶遇放棄夢想的前任偶像宮澤風花，收留後者在水族館擔任工作人員，同時向親友和水族館員工號召策劃拯救水族館的活動。直至颱風天駐館事件體認自己的能力有限，接受了水族館閉館的事實，偕同親友與水族館員工主持水族館的最終營業日，透過祖父和「銀河水族館」館長星野晃的引薦，決定至「銀河水族館」任職工作人員。
高中畢業後，從祖父母家搬至某棟公寓套房獨自生活，和仲村櫂、比嘉瑛士同期進入「銀河水族館」任職，被分派至「銀河水族館」營業部擔任企劃專員的工作。初期和先前在實習期間產生過節的南風原知夢相處不睦，隨劇情發展逐漸能體會各自的想法，更被副館長諏訪哲司提拔為新區負責人，但在策劃水族館婚禮提案事件中因錯過GAMAGAMA水族館拆除、探視過往舊客和受館方看護的寬吻(瓶鼻)海豚「小寬/小瓶」而陷入迷惘，曠職前往離島期間獲得具殿岬的啟示，返回工作完成銀河水族館和婚禮策劃公司合作的企劃案。為了實踐理念選擇留在營業部。
銀河水族館婚禮活動過後，送別前往夏威夷進行海外研修的風花，故事尾聲於兩年後（2025年）成為水生生境研究區域的負責人，與歸來的風花重逢。
宮澤風花（聲：逢田梨香子）
本作女主角之一。前偶像團體YONA PRO成員，生於2003年5月17日。為人認真而努力，對他人的想法很敏感。雖然被身邊的人們仰慕著，但也正因此而無法表達自己的真心。擅長摺紙。岩手縣盛岡出身，中學時期為了成為偶像的夢想前往東京發展，但在故事開頭因為聽見後輩城居瑠香的奶奶或許只能看到她最後一次演出，出於心軟主動讓出擔任Center機會，而被經紀公司認為沒有上進心而被迫引退。在放棄了夢想回老家的途中，被偶然看見的觀光海報吸引而前往沖繩，並在參訪GAMAGAMA水族館期間遇到了空空琉，獲得後者及其祖父母的同意暫住空空琉的家裡，開始在水族館擔任職員。隨著劇情進展和水族館相關人士建立羈絆，在GAMAGAMA水族館正式閉館後，決定當空空琉的姐姐，為了尋找自己的夢想婉拒參與電影拍攝的邀約，暫別空空琉等人返回岩手。
離開沖繩期間透過進修取得潛水員執照，空空琉等人在「銀河水族館」任職後，再度返回沖繩和一行人重逢，住在空空琉同棟公寓的隔壁套房，透過空空琉的祖父引薦進入「銀河水族館」任職，被分派至「銀河水族館」飼育部擔任海洋哺乳類的企鵝區負責人員，經常負責調解空空琉等人和銀河水族館員工的互動關係。在休息日和空空琉、月美合辦招待聚會，活用偶像時期習得的美容知識幫助女性工作夥伴放鬆。為了幫助在演藝圈遭遇挫折和造訪水族館拍攝電視節目的瑠香，同意登上鏡頭並過來人的身分開導後者。後由於擔心曠職的空空琉跟著前往離島，獲得具殿岬的啟示，開始關注海洋生態的問題，以迷失在附近海域的寬吻(瓶鼻)海豚「小寬/小瓶」的境遇，作為申請夏威夷海外研習資格的報告而獲得錄用。故事尾聲於兩年後（2025年）結束夏威夷的海外研習歸國，與空空琉重逢。

### 親友相關者
照屋月美（聲：和氣杏未）
空空琉的同學，也是她小學以來的朋友。是母親經營的定食屋看板娘，一有機會就會叫朋友來店裡。愛稱是從本名「月美」（つきみ，音同「月見烏龍麵」）演變而來的「小烏龍」（うどんちゃん）。性格無憂無慮，很會關照別人，被眾人所仰慕著。擅長料理和繪畫，夢想未來擁有自己的店面。受空空琉請求協助支援拯救水族館的最終決戰計畫，在風花駐留沖繩期間接納她成為朋友。因為替GAMAGAMA水族館設計創意冰品而備受遊客好評，對水族館裡有目擊者見及幻象的傳聞感到好奇。
GAMAGAMA水族館閉館後，決定待在店裡學習料理。高中畢業後在鄰近「銀河水族館」的「OHANA咖啡廳」打工和研習料理。在休息日和空空琉、風花合辦的招待聚會負責準備餐點招待銀河水族館的工作夥伴，著手開發新菜單。以自身經驗開導不確定自己目標的朱里。故事尾聲於兩年後（2025年）成為銀河水族館附設餐廳的主廚。
久高夏凜（聲：Lynn）
在町觀光協會工作的公務員，屋嘉間志空也的高中同學。會來幫忙水族館的工作，在水族館遇到困難時會全力支援，作為一位可靠的大姐姐，被空空琉她們當成年長的朋友看待。商務家庭出身，兒時是GAMAGAMA水族館的常客，夢想當水族館的飼育員，但由於從商的父母勸諫她從事較穩定的工作而放棄夢想，此後試圖說服自己接受不能實現夢想的事實。欽佩空空琉勇於實踐夢想的毅力。在駕車外出期間偶遇落單行動且瀕臨中暑的風花，幫助後者解暑後引薦她參訪GAMAGAMA水族館，成為風花和GAMAGAMA水族館交集的契機。
GAMAGAMA水族館閉館後，辭去公務員的工作，轉任「銀河水族館」營業部工作人員，負責行銷和商品開發。時常提醒空空琉工作需注意的事項。後期為實踐兒時當飼育員的夢想，向館方提出申請調往飼育部。故事尾聲於兩年後（2025年）擔任飼育部負責魚類的人員，成為空也的後輩。
仲村櫂（聲：土屋神葉）
空空琉的同學及兒時玩伴。個性溫和且樸實內斂，時常替他人著想。父親是漁夫，天亮前就要為了給父親幫忙而上船出海，把自己釣到的魚送到海咲野家。兒時因為空空琉被接來祖父母家生活而認識對方，是空空琉的知己，對她抱有單相思的感情，同時是空也為數不多的朋友。暑假時來幫忙GAMAGAMA水族館的工作。起先對風花的到來感到不解，但在繪里造訪事件裡和空空琉援護風花暫避風頭，此後和對方成為朋友。對於妹妹真帆經常纏著他的行為傷透腦筋。在陷入樹精的幻象期間推動兒時的自己主動安慰空空琉，向後者隱瞞接觸樹精幻象的事實。
GAMAGAMA水族館閉館後，完成高中學業，在「銀河水族館」擔任飼育部魚類飼育工作人員，和同部門的比嘉瑛士合拍。受瑛士的提點開始在情感方面採取行動。後由於父親病倒需要接受手術治療，為了照顧父親向館方申請留職停薪，在父親康復後和月美、真帆探視空空琉。故事尾聲於兩年後（2025年）轉任飼育部海獸區負責照顧企鵝的飼育員，直至結局時仍未能讓空空琉知曉自己的情感。
爺爺（聲：家中宏）
空空琉的爺爺，GAMAGAMA水族館現任館長。性格溫和沉穩，因為成功展出高要求飼養條件的生物和解救虧損的水族館的事蹟，在同行之間有著「傳說的飼育員」的稱號，與「銀河水族館」館長星野晃是多年老友。從前任館主手裡接下水族館營業迄今，暑假期間將館內業務交給空空琉打理，自己為了完成水族館的重大交接任務而四處奔走，有時候會適時糾正空空琉未和他事先商量便擅自決策的舉動，和「銀河水族館」交涉讓空空琉等人在GAMAGAMA水族館閉館後得以移至「銀河水族館」工作。GAMAGAMA水族館最終營業日和過去的學生相會，舉辦閉館惜別會並朗誦工藤直子的詩詞感謝空空琉等人的付出。
GAMAGAMA水族館拆除期間和銀河水族館協助安置失親的寬吻海豚「小寬」。在銀河水族館婚禮活動過後，和奶奶造訪銀河水族館，開導不確定是否留任營業部的空空琉。
奶奶（聲：定岡小百合）
空空琉的奶奶。個性和藹且照顧他人，擅長料理和釀酒，目前跟丈夫和空空琉一同生活。和爺爺、空空琉在風花寄宿家裡期間招待她。空也和繪里很喜歡她釀製的梅酒。GAMAGAMA水族館閉館後，開導空空琉兼透露後者有名死產的攣生姊姊的事實。
海咲野航&海咲野珊瑚
空空琉的父母，故人。名字於動畫第10話的佛壇顯示。數年前迎接雙胞胎女兒的誕生，但最終只有空空琉存活。曾出現在樹精的幻影裡與空空琉相會。
宮澤繪里（聲：園崎未惠）
風花的母親。個性正經，對自己未能在女兒成長的過程多陪伴她相當在意。故事開頭透過手機向風花轉達故鄉親友為她舉辦安慰聚會的消息。起先得知風花留駐沖繩的消息，為了將她帶回家鄉而親自造訪GAMAGAMA水族館，後來接受空空琉的祖父母的招待，加著參訪水族館期間理解風花想幫助空空琉完成夢想的想法，轉念委託空空琉的祖父母在暑期間協助照顧風花，同時向風花提出九月開學前要返回家鄉的約定。
照屋五月（聲：儀武祐子）
月美的母親兼阿海的酒友，定食店「KAME」的店主，在沖繩的商業街兼任占卜師，有時候也會在店裡舉辦占卜活動。個性爽朗且喜歡喝酒，對於丈夫背叛婚姻一事頗有不滿。有位在那霸經營美容院的妹妹。故事開始時為初抵沖繩的風花進行占卜，向她傾訴婚姻的挫折並收下後者餽贈的甜點後，決定為風花進行免費占卜，指引她前往日落時分出現的射手座的方向。後來經常在水族館發生突發事件或需要諮詢時支援空空琉等人。
月美高中畢業前往「OHANA咖啡廳」打工後，獨自負責定食店「KAME」的店務。
仲村真帆
仲村櫂的妹妹，小學生。憧憬都會事物的元氣少女，和空空琉不對盤。從哥哥的轉述得知風花駐留水族館的事，相當喜歡風花。經常與知念類一起出遊。銀河水族館婚禮活動過後，以訪客的身份跟著櫂、月美造訪銀河水族館探視空空琉。
知念類
GAMAGAMA水族館的常客，小學生，單戀仲村真帆並自稱是後者的男友候補。擁有豐富的魚類知識，經常和空也在魚類知識方面互相較量。在GAMAGAMA水族館最終營業日向空也表達對閉館的不捨，和後者留下閉館前的紀念合照。後來以訪客身份探望在銀河水族館工作的空也。
南風原雫（聲：塙真奈美）
南風原知夢和前夫所生的獨生子，在銀河水族館工作人員的好意下，與母親及館長一同參觀水族館，了解了母親的工作模樣。亦有出席空空琉等人舉辦的招待聚會和銀河水族館的海洋主題cosplay活動。
具殿岬（聲：生天目仁美）
大學副教授，具殿轟介的妻子，待在名為「屋米琉名島」的離島地區從事海龜研究和保護活動。為人睿智豁達，因為夫妻倆皆忙於工作，鮮少有時間見面。稱呼具殿轟介「小轟」。在遭遇職場挫折和錯過GAMAGAMA水族館拆除日的空空琉來訪期間，讓空空琉協助手邊工作兼開導她，與島上的遊客和居民見證海龜的誕生，提出海龜受人類活動與環境汙染影響造成生態危機的議題，給與空空琉和風花啟示。

### GAMAGAMA水族館相關者
屋嘉間志空也（聲：阿座上洋平）
GAMAGAMA水族館的飼育員，外型俊美的青年，久高夏凜的高中同學。看似冷淡慵懶，實際上很重視水族館且工作認真，喝醉酒就會變得很開朗健談。有位不良於行的祖母。喜歡空空琉的奶奶特製的梅酒。高中時期是學校的優等生，但由於高中三年級時期拒絕了某個同校女性小團體的女生告白，導致雙方發生衝突鬧上警局，結果遭週遭人排斥而被迫退學，受此經驗影響不擅長應對和自己年齡相仿的女性，和她們交談時也會避免眼神相交。後被空空琉的祖父兼水族館館長收留擔任工作人員，將願意收留他的館長視為恩人。因為飼育員人手不足的緣故，排班很緊湊，也因此總是很辛苦。經常和水族館的常客知念類較量魚類的知識。
GAMAGAMA水族館閉館後，透過空空琉的祖父引薦至「銀河水族館」任職，擔任飼育部魚類飼養工作人員。顧及祖母行動不便而選擇留居南城市，以機車通勤上下班。起先對南風原知夢反感，後在空空琉等人舉辦的招待聚會和比嘉瑛士產生友誼，在空空琉進行水族館和婚禮策劃公司的合作計畫期間給與建議。故事尾聲於兩年後（2025年）升職為飼育部魚類飼養主管。
竹下天生（聲：花澤香菜）
GAMAGAMA水族館的女獸醫。已婚人士，因為有孕在身向水族館申請產假。受空空琉委託替罹患趾瘤症的企鵝「登登」診療期間忽然破水，導致空空琉等人為了看護她決定臨時休館，陷入樹精的幻覺期間與自己將出世的兒子幻影相見，及時因為空空琉委託夏凜開車送往醫院而順利產下兒子。GAMAGAMA水族館最終營業日代表館方撰寫獻給遊客的惜別感謝信。
GAMAGAMA水族館閉館後，轉任「銀河水族館」負責企鵝專區的獸醫，為了顧及職場而在白天將孩子交給托兒所照顧，因為發現自己的兒子和知夢的兒子雫待在同間托兒所，在看護孵育幼雛的企鵝事件裡成為空空琉等人理解知夢的關鍵。故事尾聲於兩年後（2025年）因為懷上第二胎而向館方申請產假。
具殿轟介（聲：櫛田泰道）
GAMAGAMA水族館的飼育員兼觸摸池體驗導覽人員。個性誠懇富親和力，喜歡燒酒冰棒和熱衷偶像活動，受小孩子歡迎。被空空琉等人稱作「阿海（うみやん）」，和月美的母親五月是酒友。目前和妻子具殿岬分住兩地。故事開始時因為閃到腰請假休養，復職後為了拿取放在倉庫的燒酒冰棒而遇見風花，察覺了風花是前偶像的事實，將其告知夏凜和月美，結果因為消息走漏導致耳聞風聲的遊客造訪水族館，令風花差點被查覺前任偶像身分的遊客拍照，在空空琉暫時將風花帶離現場期間支援風花的導覽工作。十分關心在南城綜合診所住院的水族館常客上原愛梨。
GAMAGAMA水族館閉館後，透過空空琉的祖父引薦至「銀河水族館」任職，擔任飼育部魚類飼養工作人員。偶爾會和飼育部長雅藍洞凡人酒聚兼傾聽後者的職場煩惱。

### 銀河水族館相關者
南風原知夢（聲：石川由依）
銀河水族館飼育員。工作熟練，具備豐富的生物知識，平常待人客氣且富進取心，但面對討厭的對象則會顯現驕傲毒舌的一面，信奉現實主義。擅長按摩。18歲從學校畢業，透過自身努力爭取到在水族館業界工作的機會，結婚育有一子南風原雫，但由於在職場與育兒間兩頭燒，導致她不但被當時任職的水族館解僱，連丈夫也選擇另結新歡。離婚後返回沖繩生活獨自撫養雫的期間，偶然在報紙看見「銀河水族館」的徵人啟事而獲得錄用，被「銀河水族館」派往GAMAGAMA水族館實習，卻因擔心能否在瀕臨閉館的水族館學到經驗而不安，後由於和空空琉數度發生摩擦，主動請求跟隨空空琉的祖父見習，認為GAMAGAMA水族館的經營風格不符合自己的理想而主動申請調派至他館學習，臨走前嘲諷空空琉的見識不足，被後者指謫不通人情。
結束實習後成為館內的正職飼育員，得知空空琉等人到銀河水族館就職時，有點鄙視之意，但在風花入職後認可了她的工作能力。因為獨自扶養雫而在職場與育兒間兩頭燒，在風花的幫忙下，終於與空空琉互相理解。在風花告假前往離島尋找空空琉的事件裡同意和Marina支援她的工作，空空琉進行水族館和婚禮策劃公司的合作計畫期間亦有給與建議。故事尾聲於兩年後（2025年）負責指導被調至企鵝區工作的櫂。
島袋薰（聲：小松未可子）
銀河水族館飼育員，先前作為派遣人員駐留在「月向海洋公園」，負責魚類飼養的團隊主管。因為偏中性的外型和裝扮而一度讓空也誤認是男性，個性理智亦有柔軟的一面，不擅面對人群，擅長料理但害怕被按摩，著眼於有利生物的環境和飼育配套措施。宮古島出身，小時候因為閱讀浦島太郎的故事，對作品裡提及的龍宮城產生憧憬，受此經驗啟蒙立志成為飼育員。與知夢關係良好，對於同部門的阿海和空也在職場上的自由作風感到棘手，時常出面糾正兩人的作為。
在眾人籌備海蛞蝓展覽活動期間，與空空琉議論水族館對待生物的方式和水族館的意義，給予空空琉啟示並理解各自觀點後成為要好的同事，因為空空琉常和後台各部門交流的舉動而稱她「後台的珍獸」。銀河水族館準備海洋主題Cosplay的活動事件中，道出自己希望扮演浦島太郎讓孩童遊客喜愛水中生物的心願，請求飼育部準備浦島太郎主題的裝扮而如願實現兒時的夢想。後在空空琉進行水族館和婚禮策劃公司的合作計畫期間給與建議，開始留意關注生態問題的風花，為了爭取夏威夷海外研習的資格，以故鄉特有的椰子蟹生態議題作為申請資格的報告專題而獲得錄用。故事尾聲於兩年後（2025年）結束夏威夷的海外研習，與風花一同歸國。
真榮田朱里（聲：安野希世乃）
在銀河水族館營業部打工的大學生。為人隨和友善，喜歡三明治和觸碰女性熟識的臉頰，自稱沒有感興趣的事物和不知道自己想要的方向。對空空琉抱有濃厚興趣。起先純粹出於交通考量在水族館打工，秉持準時下班的原則，但經由空空琉引導參觀後台後對水族館產生興趣，因為空空琉等人舉辦的招待聚會而和Marina產生交集。後來向銀河水族館提出讓員工進行海洋主題Cosplay的活動提案獲得採用，在籌備活動期間對於薰和月美從事喜愛的工作仍需面對煩惱的事物陷入沉思，為了幫助空空琉補救漏訂活動貼紙的疏失，主動返回水族館加班協助空空琉和夏凜，同時開始喜歡水族館的生物。故事尾聲於兩年後（2025年）成為銀河水族館的營業部正職企劃專員。
米倉Marina（聲：東山奈央）
銀河水族館飼育員，與知夢一同負責企鵝的餵養。個性活潑且平易近人，和空空琉投緣。喜歡烏龍麵和肉。混血兒出身，擁有委內瑞拉國籍且擅長西班牙語，過去曾經參訪並對GAMAGAMA水族館留下深刻印象，因為對動物無須言語便能交流的放鬆氛圍吸引，加著對烏賊產生興趣，以此機緣立志擔任飼育員。在風花入職後和知夢協助帶領她熟悉工作內容，因為空空琉等人舉辦的招待聚會而和夏凜、朱里產生交集。後在空空琉進行水族館和婚禮策劃公司的合作計畫期間給與建議。故事尾聲於兩年後（2025年）調職負責水獺餵養。
比嘉瑛士（聲：永野由祐）
研究生畢業後，在銀河水族館就職的新人飼育員，負責魚類飼養。入職初期便察覺銀河水族館的人際關係不和諧的隱情。個性冷靜，喜歡魚類且經常將其他人比喻成魚，面對海洋生物相關的事物會變得積極熱情。在學時期受關西地區同學的影響，擅長製作章魚燒。雖不喜歡人際接觸，但和仲村櫂合拍，透過雅藍洞部長知曉風花曾為偶像的事情，相當在意風花。後來針對單相思空空琉的櫂給予追求行動的建議，因為空空琉等人舉辦的招待聚會而和空也產生友誼。
在空空琉進行水族館和婚禮策劃公司的合作計畫期間給與建議，為了爭取夏威夷海外研習的機會，以人類為滿足食慾而獵捕去除日本鰻鯰有毒部位的議題，展示日本鰻鯰的料理作為申請海外研習的報告專題，但由於風花和薰被館方錄取研習名額而落選。故事尾聲於兩年後（2025年）和其他館方人員為迎接歸國成員做活動準備。
星野晃（聲：寺杣昌紀）
銀河水族館館長。從夏威夷歸國。個性開朗，擁有辨識人才的眼光，有時候會作出令旁人訝異的決策，與空空琉的祖父是熟交。在GAMAGAMA水族館閉館後，接收館裡的大部分生物，讓空空琉等人在「銀河水族館」任職，但亦引起南風原知夢的不滿。因為看好空空琉曾任代理館長可顧及各方面的經驗，為了培育空空琉成為一流水族養殖技術師而將她安排至營業部任職。後期為結合水族館發展和生態研究保護議題，執行「水生生境研究計劃」，篩選館方人員前往夏威夷的瓦伊哈納水族館進行為期兩年的研習。
諏訪哲司（聲：日野聰）
銀河水族館副館長，兼任營業部新進員工指導。為人嚴肅，不輕易表露感情，秉持實際主義的職場態度和雅藍洞飼育部長相反，對員工有高度要求，實則關切員工。著重且認為良好的營業管理和獲利，才是有利遊客和水族館雙贏的局面，立志讓銀河水族館成為首席水族館。踏進水族館業界前曾任銀行專員，但在經手某間倒閉的水族館資金調節期間，因為見識了館內生物受閉館影響的末路，受此事件影響決定轉行，秉持以盈利維護水族館生物的理念經營館方事宜。
初期因為空空琉還未進入狀況而稱她「浮游生物」，經常要求她負責策劃館方活動，海洋主題cosplay活動過後，顧及館方準備在開館一周年成立新區，提拔空空琉成為新區負責人。在銀河水族館和婚禮策劃公司商談合作計劃期間留意出現異常的空空琉，提點策劃活動的相關注意事項，事後對成功完成企劃案的空空琉表達認可，同時因應櫂為了照顧父親申請留職停薪，向飼育部引薦空空琉遞補櫂的職缺。故事尾聲於兩年後（2025年）認可空空琉的成長而改稱她「自游生物」。
雅藍洞凡人（聲：阪口周平）
銀河水族館飼育部長。個性沉穩，秉持理想主義，但偶爾也會出現疏失，說話口癖為「好了好了」。負責安排飼育員至其他水族館見習和輪班班表，知曉空空琉祖父在業界的過往事蹟。有時候會私底和阿海酒聚傾訴職場方面的煩惱。在館內企鵝「銅鑼燒」準備孵化受精卵的期間，因為知夢需要照顧孩子而讓她免排夜宿輪班，加著空空琉向飼育部申請協助代班，意外讓誤認風花被加重工作量的空空琉與知夢發生爭執。故事尾聲於兩年後（2025年）和其他館方人員為迎接歸國成員做活動準備，認可空空琉已有擔任副館長候選人的條件資格。

### 其他角色
老師（聲：丹羽正人）
空空琉、月美、櫂的高中班導師，因為知曉空空琉為經營水族館忙碌的事情而對她睜一眼閉一眼，但對後者時常缺席和將水族館生物畫上作業傷透腦筋。
城居瑠香（聲：菊池紗矢香）
偶像團體YONA PRO的成員，風花擔任偶像時期的後輩。故事開頭因為被經紀公司告知可能將只有最後一場演出的消息，導致聽見此事的風花決定讓出擔任Center的機會給她。風花離開演藝圈後，持續在演藝圈活躍，但被觀眾批評實力不足，曾向風花提出參與電影演出的邀約，由於後者臨時改變心意而作罷。為了主持電視採訪節目記錄企鵝初次下水而造訪銀河水族館，和風花再會期間傾訴自己的挫折，經過連串突發狀況後獲得風花開導，將後者贈與的高跟鞋當成護身符，見證企鵝「白玉糰子」透過風花協助初次下水的瞬間感動落淚。
神里（聲：田中秀幸）
GAMAGAMA水族館的常客。年輕時兄長死於戰爭，自身亦因為投資生意失敗陷入低潮，後來偶然在參訪水族館期間陷入幻覺並見及已故的兄長，此後為了再見兄長而頻繁造訪水族館。在空空琉思考拯救水族館計劃的期間給予後者啟示。在GAMAGAMA水族館最終營業日出席並留下感謝留言。
上原愛梨（聲：塙真奈美）
GAMAGAMA水族館的常客，曾經和阿海約定要在水族館展出此前未能見及的生物，但後來因為生病在南城綜合診所住院療養。在空空琉等人於診所舉辦「行動水族館」體驗活動期間再度和阿海相會，透過阿海引導參與「行動水族館」活動後敞開心房，立下未來再訪水族館的約定。GAMAGAMA水族館最終營業日委託夏凜將自己親製的感謝卡轉交給空空琉等人。
GAMAGAMA水族館閉館後，持續進行復健，在銀河水族館準備和婚禮策劃公司合作期間拜訪空空琉等人。
木之精（聲：儀武祐子）
劇中時常出現的神祕存在，外型是紅髮褐膚的小孩，時常會戲弄當事者或令其陷入幻境中，僅有少數人能察覺其存在，有時候會回應當事者的祈求。
三浦響子（聲：中原麻衣）
婚禮策劃公司代表，與諏訪、空空琉商談和水族館聯合舉辦館內婚禮的相關計劃，起先因為空空琉提出的計劃方案不周全而提出修改提案的要求，後來再訪銀河水族館期間，經由諏訪和空空琉的帶領參觀水族館，確認過空空琉修正的方案後產生濃厚興趣，正式認可並決定協助實行在銀河水族館頂樓巨蛋區域的企劃案，順勢向館方購買水母玩偶的伴手禮。在婚禮當天與工作團隊協助相關事宜，同時為活動成功向空空琉致上謝意。
山原（聲：丹羽正人）
離島地區「屋米琉名島」小型水族館「烏龜之家」的館主兼飼育員，空空琉祖父的學生，時常協助具殿岬的海龜研究工作，兼任海龜誕生季的導遊。在空空琉造訪離島期間，道出自己為了讓遊客喜歡生物而頒發獎品的初衷，與島上的遊客和居民見證海龜的誕生。
唯
向婚禮策劃公司委託在銀河水族館舉辦婚禮的新人的女兒，喜歡參觀水族館。父母在初次約會時曾造訪GAMAGAMA水族館。後來在婚禮當天穿著黑角企鵝的服裝為父母獻上戒指。

## 宣傳、消息公佈
2021年1月15日，首次公佈關於《白沙的Aquatope》的消息。當時公佈P.A.WORKS所製作的《白沙的Aquatope》將於同年7月首播，跟《來自繽紛世界的明日》一樣由篠原俊哉執導，柿原優子擔任系列構成。故事舞台定於沖繩縣南城市的一家小型水族館。

## 製作人員
- 原作：
- 導演：篠原俊哉
- 角色原案：U35
- 系列構成：柿原優子
- 角色設計、總作畫監督：秋山有希
- 美術監督：
- 美術監修：東潤一
- 美術設定：鹽澤良憲
- 攝影監督：並木智
- 色彩設計：中野尚美
- 3D監督：鈴木晴輝
- 編輯：高橋步
- 特殊效果：村上正博
- 音樂：出羽良彰
- 音樂制作：Lantis
- 音響監督：山田陽
- 監製：infinite
- 動畫製作：P.A.WORKS[6]

## 主題曲
片頭曲
《搖曳吧，七彩》（たゆたえ、七色）（第1-12話）
作詞：田淵智也，作曲：草野華子，編曲：堀江晶太，弦樂編曲：宮野幸子
主唱：ARCANA PROJECT
（第13-24話）
作詞：田淵智也，作曲：草野華子，編曲：堀江晶太，弦樂編曲：宮野幸子
主唱：ARCANA PROJECT
片尾曲
《月海搖籃》（月海の揺り籠）（第1-12話）
作詞、作曲：草野華子，編曲：中山真斗
主唱：Mia REGINA
（第13-24話）
作詞、作曲：草野華子，編曲：中山真斗
主唱：相澤梨紗

## 各話列表
| 話數       | 日文標題 | 中文標題 （木棉花）    | 中文标题 （bilibili）   | 劇本         | 分鏡                  | 演出               | 作畫監督 | 首播日期 （2021年） |
| ---------- | -------- | ---------------------- | ----------------------- | ------------ | --------------------- | ------------------ | --- | ------------------- |
| Episode 1  |          | 熱帶魚逃走了           | 热带鱼，逃走了          | 柿原優子     | 篠原俊哉              | 藤井康雄           | 水野紗世、三浦奈菜、杉光登 | 7月8日              |
| Episode 2  |          | 溼淋淋也是工作的一部分   | 浑身湿透也是工作        | 柿原優子     | 安藤真裕              | 太田知章           | 宮崎司、、井上裕亮 | 7月15日             |
| Episode 3  |          | 生命來自大海           | 生命，源于大海          | 柿原優子     | 市村徹夫              | 市村徹夫           | 鍋田香代子、Kim Gi-nam、Park Ae-ri Kim Yu-seon、Lee Jae-han                                                                                  | 7月22日             |
| Episode 4  |          | 穿了雨鞋的熱帶魚       | 穿着长筒靴的热带鱼      | 千葉美鈴     | 岡村天齋              |                    | 小島明日香、小野和美 鍋田香代子、大野勉 | 7月29日             |
| Episode 5  |          | 媽媽的造訪             | 母亲的来访              | 柿原優子     | 岡村天齋              | 本間修             | 伊藤幸、川面恒介、鍋田香代子 J-CUBE、Kim Seok Yung、Shin Hyung Sik                                                                           | 8月5日              |
| Episode 6  |          | 甜點狂想曲             | 甜品狂想曲              | 千葉美鈴     | 篠原俊哉              | 大石康之           | 水野紗世、伊藤幸、佐藤好 | 8月12日             |
| Episode 7  |          | 舉冰乾杯               | 用冰淇淋干杯            | 柿原優子     | 安藤真裕              | 熨斗谷充孝         | 鍋田香代子、Eom Ik-hyeon | 8月19日             |
| Episode 8  |          | 螃蟹危機               | 螃蟹危機                | 千葉美鈴     | 市村徹夫              | 藤井康雄           | 宮崎司、谷口繁則、J-CUBE Shin Min Seop、Lee Sang Jin                                                                                         | 8月26日             |
| Episode 9  |          | 灰姑娘刺客             | 刺客灰姑娘              | 柿原優子     | 安藤真裕              | 高村彰             | 小島明日香、杉光登、林可爲 櫻井拓郎、吉岡敏幸                                                                                                | 9月2日              |
| Episode 10 |          | 拋棄的幻影             | 弃舍而去的幻象          | 山田由香     | 許琮                  | 佐佐木勅嘉         | 井上裕亮、鍋田香代子、大東百合惠 DRMOVIE、Kim Gi-nam、Park Ae-lee                                                                            | 9月9日              |
| Episode 11 |          | 守城的結局             | 据守的结局              | 千葉美鈴     | 浅井義之              | 阿部ゆり子         | 井上裕亮、宮崎司、水野紗世 入江健司、、真城楓、Shin Min seop                                                                                 | 9月16日             |
| Episode 12 |          | 我們的海沒有止盡       | 我们的大海没有尽头      | 柿原優子     | 岡村天齋              | 田中千駿、太田知章 | 林夏菜、杜野都、村長由紀 小野和美、 | 9月23日             |
| Episode 13 |          | 大海遠方的銀河         | 隔海相望的银河          | 柿原優子     | 安藤真裕              | 太田知章           | 井上裕亮、、 中島美子、鍋田香代子、前田義宏                                                                                                  | 9月30日             |
| Episode 14 |          | 追企鵝的人             | 企鹅追击者              | 山田由香     | 市村徹夫              | 市村徹夫           | 水野紗世、杉光登、鍋田香代子 真城楓、北條真純、齊藤佳子、りお 星野真澄、Lee Sang Jin、Ho Sung Jin                                            | 10月7日             |
| Episode 15 |          | 海蛞蝓大辯論           | 海麒麟大论战            | 千葉美鈴     | 高村彰                | 高村彰             | 鍋田香代子、Kang Hyeon-guk Kim Seong-beom、Jang Sang-mi Hong Yu-mi、Park Ae-ri                                                               | 10月14日            |
| Episode 16 |          | 為傷痕累累的妳送上聲援 | 为满身是伤的你 呐喊助威 | 柿原優子     | 室井ふみえ            | 熨斗谷充孝         | 宮崎司、中山みゆき、大東百合恵 杉光登、タカハシ アキラ                                                                                       | 10月21日            |
| Episode 17 |          | 歇腳處海月風           | 休息处 海月风           | 千葉美鈴     | 岡村天齋              | 菅沼芙実彦         | 鍋田香代子、杉光登、阿見圭之介 しまだひであき、Lee Sang Jin、Ho Sung Jin                                                                     | 10月28日            |
| Episode 18 |          | 點亮朱里心燈之時       | 灯亮之时                | 山田由香     | 橋本昌和              | 境隼人             | 佐伯直実、栗原裕明 | 11月4日             |
| Episode 19 |          | 再會了高跟鞋           | 再见 高跟鞋             | 小川ひとみ   | 佐佐木勅嘉            | 佐佐木勅嘉         | 中山みゆき、今井史枝、𠮷田肇 櫻井拓郎、はっとりますみ、野上なつ 佐藤好、杉光登、DRMOVIE Kim Bo-gyeong、Park Ji-seung、GAON THE SUN           | 11月11日            |
| Episode 20 |          | 迷路的浮游生物         | 迷路的浮游生物          | 柿原優子     | 市村徹夫              | 市村徹夫           | 水野紗世、鍋田香代子 前田義宏、𠮷田肇、Lee Sang Jin                                                                                          | 11月18日            |
| Episode 21 |          | 藍龜之夢               | 蓝色海龟的梦            | 中西やすひろ | 安藤真裕              | 峯友則             | 耳浦朋彰、池田結姫、北島勇樹 中林蘭子、中山みゆき、佐藤好                                                                                    | 11月25日            |
| Episode 22 |          | 做好覺悟的回歸         | 觉悟的回归              | 千葉美鈴     | 岡村天斎              | 田中千駿           | 杜野都、林夏菜、村長由紀 柳瀬譲二、STUDIO MASSKET                                                                                            | 12月2日             |
| Episode 23 |          | 水族馆的未来           | 水族馆的未来            | 山田由香     | 阿部ゆり子            | 阿部ゆり子         | 宮崎司、橋本穂高 Shin Minseop、Im Jin-uk、Park yeong-hee jo won-ha、kim eun-ha、Hong In-su                                                   | 12月9日             |
| Episode 24 |          | 白沙的Aquatope         | 白沙的水族馆            | 柿原優子     | 阿部ゆり子、 篠原俊哉 | 太田知章、篠原俊哉 | 秋山有希、川面恒介、水野紗世 りお、野上なつ、𠮷田肇 佐藤好、大東百合恵、鍋田香代子 前田義宏、中山みゆき、北條真純 杉光登、今井史枝、佐伯直実 | 12月16日            |

## 播放平台
日本深夜動畫：下文記載的日本国内播放時間使用日本標準時間（UTC+9）表示。因為部分時間标识會採用30小时制，因此請留意这类超过24:00的时间，其實際播放時間為翌日清晨。
| 播放地區   | 播放電視台 | 播放日期               | 播放時間（UTC+9）       | 所屬聯播網 | 備註            |
| ---------- | ---------- | ---------------------- | ----------------------- | ---------- | --------------- |
| 東京都     | TOKYO MX   | 2021年7月8日－12月16日 | 週四 24時00分－24時30分 | 獨立UHF局  |                 |
| 日本全國   | BS富士     | 2021年7月8日－12月16日 | 週四 24時30分－25時00分 | 衛星電視   |                 |
| 沖繩縣     | 琉球放送   | 2021年7月8日－12月16日 | 週四 25時34分－26時04分 | JNN电视网  |                 |
| 日本全國   | AT-X       | 2021年7月12日－        | 週一 23時30分－24時00分 | 衛星電視   |                 |
| 近畿廣域圈 | 每日放送   | 2021年7月13日－        | 週二 26時00分－26時30分 | JNN电视网  |                 |
| 富山縣     | 富山電視台 | 2021年7月15日－        | 週四 26時05分－26時35分 | 富士电视网 | P.A.WORKS所在地 |

| 播放地區                 | 播放平台 | 播放日期               | 播放時間（UTC+8） | 字幕語言       | 備註   |
| ------------------------ | --- | ---------------------- | ----------------- | -------------- | ------ |
| 東盟、印度、孟加拉、不丹 | Muse Asia YouTube頻道 | 2021年7月9日－12月17日 | 星期五 00時30分   | 簡體中文、英文 | [ 9 ]  |
| 香港、澳門               | 木棉花香港YouTube頻道 | 2021年7月9日－12月17日 | 星期五 00時30分   | 繁體中文       |        |
| 台灣                     | CATCHPLAY、遠傳friDay影音、Home+中嘉、KKTV、MyVideo 中華電信MOD、Yahoo TV、LINE TV、Hami Video、巴哈姆特動畫瘋、LiTV 線上影視 | 2021年7月9日－12月17日 | 星期五 00時30分   | 繁體中文       | [ 10 ] |
| 中国大陆                 | bilibili | 2021年7月9日－12月17日 | 星期五 00時30分   | 簡體中文       | [ 11 ] |
| 香港、澳門、台灣         | bilibili | 2021年7月9日－12月17日 | 星期五 00時30分   | 簡體中文       | [ 12 ] |

## 外部連結
- 官方网站（日語）
- 白沙的Aquatope的X（前Twitter）（日語）